# Boramae-dong
Boramae-dong (koreanska: 보라매동) äär en stadsdel i Sydkoreas huvudstad Seoul. Den ligger i stadsdistriktet Gwanak-gu i den sydvästra delen av staden.